# Heteromysoides spongicola
Heteromysoides spongicola är en kräftdjursart som beskrevs av Mihai Bacescu 1968. Heteromysoides spongicola ingår i släktet Heteromysoides och familjen Mysidae. Inga underarter finns listade i Catalogue of Life.